# Carolina Lluïsa de Hessen-Darmstadt
Carolina Lluïsa de Hessen-Darmstadt (Darmstadt, 11 de juliol de 1723 - París, 9 d'abril de 1783) fou duquessa consort del Gran Ducat de Baden. Ella filla del langravi Lluís VIII de Hessen-Darmstadt (1691-1768) i de Carlota de Hanau-Lichtenberg (1700-1726).

## Matrimoni i fills
El 28 de gener de 1751 es va casar a Darmstadt amb Carles Frederic I de Baden (1728-1811), fill del príncep hereu Frederic de Baden i de la princesa Anna de Nassau-Dietz-Orange. Carels Frederic va ser marcgravi de Baden-Durlach del 1738 al 1771 i Gran Duc de Baden del 1771 fins a la seva mort. El matrimoni va tenir quatre fills:
- SAGD el príncep Carles Lluís de Baden, nat a Karlsruhe el 1755 i mort a Arboga (Suècia) el 1801. Es casà amb la princesa Amàlia de Hessen-Darmstadt.
- SAGD el príncep Frederic de Baden, nat a Karlsruhe el 1756 i mort el 1817. Es casà amb la princesa Lluïsa de Nassau-Usingen.
- SM el gran duc Lluís I de Baden, nat el 1763 a Karlsruhe i mort el 1830 a Karlsruhe.
- SAGD la princesa Lluïsa Carolina de Baden, nada a Karlsruhe el 1767 i morta tres dies després del seu naixement.